# セイギノヒーロー
『セイギノヒーロー』(英題: Lethal Enforcers 3) は、ポリゴンマジックとコナミが開発し、2004年11月に発売したアーケード用ガンシューティングゲーム。略称は「セイギ」、「セギヒロ」、「セーヒー」など。

## ゲームの概要
それまでの『ザ・警察官』シリーズと『ワールドコンバット』シリーズ両者の流れを汲む作品となっている。ステージは6つの大ステージ（以下、特記以外のステージはこのことを指す）があり、1つの大ステージが3つの小ステージ（以下、セクションと称する）で構成されている。コントローラは拳銃型。プレイ人数は1～2人。

### 筐体概要
本作の筐体にはスクリーンが2面あり、各プレイヤーに1面ずつ割り当てられている。そして中央にコントローラとなる銃が2丁あり、これもプレイヤーにつき1つである。コントローラはSIG P226を模しており、親指で押すことのできる位置に武装切り替え用（ゲーム中に押収品として入手した場合）の赤いボタンが付いている。演出装置としてコントローラが反動機能を有する他、プレイヤーの足元にも振動機能がある。なお、このガンコントローラは後にリリースされる『サイレントヒル アーケード』にも使用された。

## 基本システム
コントローラ（以下、銃と称する）を画面に向けているあいだは攻撃行動となり、自動で画面がスクロールしていく。銃を画面外に向けると盾が出現し回避行動となって弾丸の補充（リロード）を行う。この間は敵の全ての攻撃を防御できるが、画面のスクロールは停止する。これはワールドコンバット系のゲームシステムを踏襲している。ゲームを始める画面では、フジヤマ、グラサン、カミカゼ、チェリーなどのニックネームが選択できる。
また、このゲームにもワールドコンバット系やザ・警察官系に倣って階級システムも搭載されているが、昇進システムは『ザ・警察官』と同じでセクションクリアごとに1階級ずつ昇進していく。なお、民間人や同僚の誤射、本人の殉職（敵攻撃のヒット）があった場合は1階級降格（なお、今作では民間人誤射の場合「アニメショップ店員誤射」「港湾/地下鉄/空港職員誤射」といった具合に、民間人の職業が明示される（前作と前々作では「一般市民/同僚/人質誤射」のどれかだけだった）。コンティニューした場合は最下位の階級からやり直しである。このあたりは『ザ・警察官』の様に、一回の殉職につき最下級まで降格というシビアさはなくなっている（ただし、『ザ・警察官』のような一定階級到達時のライフボーナス等は無くなっているため、昇格・降格自体に目立ったメリット・デメリットがなくなっている）。

### デッドヒートシステム
前述の基本システムに競争機能を加えたシステム。2人でプレイした場合、いち早くゴールに到着した方（各ステージの最終セクションではボスを倒した方）が勝者となり、2階級昇進となる。なおこの場合、敗北したほうは昇進できない。2者のうち階級が上の方が「上司」に任命され、次のステージを選択する権利が与えられる。1人でプレイした場合はCPUとの競争か、タイムアタックモードかを選択できるが、CPUとの競争の場合、プレイヤーの勝敗に関わらずセクションクリアごとに1階級昇進できる。タイムアタックモードも昇進についてはCPU競争モードと同じだが、こちらは画面にライバルが表示されない。また、ゲーム終了時に表示されるパスワードを公式サイトのランキング画面に打ち込むと、全国順位が表示される。なお、CPU競争モードでは協力プレイは出来ない。

### サブウエポン
ゲーム中、特定の敵を倒すと特殊武器アイコンが登場する。このアイコンを撃つとアイコンに表示されている特殊武器を使用することが出来る。なお、このゲームはワールドコンバット系列と異なり、特殊武器と通常使用する武器を切り替えることは出来ず、使い切りとなる。また、プレイヤーが殉職したりステージをクリアした場合も所持していた武器はリセットされる。なお、電気街ステージではメインウエポンがその他のステージと異なるためか一切登場せず、国会議事堂ステージには全種類登場する。
- サブマシンガン

拳銃弾を用いた連射が可能な武器。群がる敵を一気になぎ払うことができるが、反面一般人や人質を誤射する危険も生まれる。港湾ステージと国会議事堂ステージにて登場。
- ショットガン

散弾により一点に集中した敵をまとめて倒すことができる。効率の良い武器ではあるが、速射性が低く、一発撃つと次弾の発射までかなりタイムラグが生まれる（引き金を引いても弾が発射されない）。地下鉄ステージと国会議事堂ステージにて登場。
- スナイパーライフル

装備すると画面の銃を向けた点に遠距離狙撃用のスコープが出現する。遠距離の敵を狙うのに有用な武器だが、照準を合わせている間に敵弾が命中する危険性があり、ショットガンと並んで扱いにくい武器である。アイコンの形状はH&K PSG1に酷似しているが、劇中でヒーローが手にする銃は自衛隊の89式5.56mm小銃とH&K G36（H&K SL-9）を掛け合わせたような外見である。空港ステージと国会議事堂ステージにて登場。
- アサルトライフル

連射可能なアサルトライフル。画面上の表示と伝わってくる反動以外は全くサブマシンガンと同じ武器である。アイコンに表示されているアサルトライフルにはバイポッド（二脚）が着いているが、表示される映像にはそれが無い。原発ステージと国会議事堂ステージにて登場。

## 操作可能キャラクター
全て実在しない、架空の所属、架空のキャラクターである。
警察官
所属 - 秋葉原警察署地域課
『ザ・警察官　真昼の大捜査線』（電気街ステージ）で操作するキャラクター。活動服に制帽を着用した、一般的な外勤警察官をモデルにしている。メイン武器は他のキャラクターがオートマチック拳銃1丁なのに対し、ニューナンブM60をモチーフとした5連装リボルバー3丁を装備（回転弾倉が三つ表示され15連発できる）。盾は「POLICE」の刻印が入ったジュラルミン製のものを装備。
海洋保安官
所属 - 海洋保安庁・管区海上保安本部　警備救難部　特殊警備隊
『あの不審船を追え　海上保安法の行方』（港湾ステージ）で操作するキャラクター。モデルは海上保安庁特殊警備隊（SST）。キャラクターは紺色のバイザー付ヘルメットに「海洋保安庁」と書かれたオレンジ色の救命胴衣を着用しているが、実際のSSTは黒色の防弾チョッキを着用する。盾は「JAPAN」のプリントが入ったポリカーボネート製だが、これは自衛隊に納入されている大盾「ニンジャ」がモデルとなっている。プレイヤー以外の同僚はジュラルミン製を装備。プレイ中の敬礼は実際の海上保安庁のものと異なるが、エンディングでは正式な敬礼を行っている。
刑事
所属 - 不明
『ライバル刑事（デカ）』（地下鉄ステージ）で操作するキャラクター。唯一、公式サイトに解説が載っていないキャラクターである。1Pのあだ名はマサ、2Pはヨシ。二人合わせて『正義』になる。POLICEパッチを貼ったボディアーマーを背広の上に着用。またアメリカの刑事の様に、腰にも警察バッジを提げている。盾はジュラルミン製を装備。エンディングではゲーム中と同じ服装で2人揃ってパトロールしている。
機動隊員
所属 - 東京新空港警察署東京新空港警備隊
『突入!空港24時』（空港ステージ）で操作するキャラクター。モデルは千葉県警察成田国際空港警備隊。SB8型防護面付特殊警備用ヘルメット、出動服、防炎マフラー、編上靴など旧型の機動隊装備を着用。ゲーム中はヘルメットの顔面保護バイザーを上げているが、途中デモではバイザーを下ろしている。盾はジュラルミン製を装備。エンディングは制服警官と一緒に、集団で整列して救出された総理大臣の観閲を受けるだけで、個別のエンディングデモ画面は造られていない。電気街ステージや原発ステージにも同僚として登場し、その際には防弾チョッキを着用している。海外版では「SIT隊員」となっている。
陸上防衛官
所属 - 陸上防衛隊関東方面隊第8普通科連隊第4小隊
『リーサル・エンフォーサーズ3』（原発ステージ）で操作するキャラクター。モデルは陸上自衛隊。なお、階級システムは警察官を基本としているため、このステージの階級は「陸士」→「陸士長」→「陸曹」→「二等陸尉」→「一等陸尉」→「三等陸佐」→「二等陸佐」→「一等陸佐」→「陸将補」→「陸将」と歪に昇進する。腰回りの装備がホルスター、マガジンポーチ、エンピ入れとかなり少ない。盾はポリカーボネート製を装備。
国会ステージで国会議事堂を占拠するのも、このキャラクターが所属する陸上防衛隊関東方面隊第8普通科連隊である。そのためかエンディングには出てこない。
特殊強襲部隊員
所属 - 東京都警察本部第6機動隊
『セイギノヒーロー』（国会ステージ）で操作するキャラクター。警視庁特殊急襲部隊（SAT）をモデルにしている。「ザ・警察官2」と異なり、プロテック社ヘルメット、フェイスマスク、黒色のアサルトスーツ、ラペリング用カラビナなどを装備している。盾はプレイヤーはポリカーボネート製だが、同僚はジュラルミン製を装備。
婦警
所属 - 不明
隠しキャラクター。ゲームにお金を投入して、「せいぎ～、せいぎ～、せいぎ～のひ～ろ～」というタイトルコールが流れている間にトリガーを12回引き、12回目はトリガーを引ききったままにしておいてゲームを始めると出現する。ただし、このキャラクターを出してしまうと、全てのステージで使用することになる。特殊能力等は一切無く、武器、階級も各ステージの設定に準ずる。なお、このゲーム唯一のヒロインでもある。公式サイトにおけるイラストは夏服だが、実際のゲーム画面を見ると冬服である。
- ステージごとの階級

| 電気街・地下鉄 空港・国会 | 埠頭                 | 原発     |
| ------------------------- | -------------------- | -------- |
| 警視総監                  | 一等海洋保安監（甲） | 陸将     |
| 警視監                    | 一等海洋保安監（乙） | 陸将補   |
| 警視長                    | 二等海洋保安監       | 一等陸佐 |
| 警視正                    | 三等海洋保安監       | 二等陸佐 |
| 警視                      | 一等海洋保安正       | 三等陸佐 |
| 警部                      | 二等海洋保安正       | 一等陸尉 |
| 警部補                    | 三等海洋保安正       | 二等陸尉 |
| 巡査部長                  | 一等海洋保安士       | 陸曹     |
| 巡査長                    | 二等海洋保安士       | 陸士長   |
| 巡査                      | 三等海洋保安士       | 陸士     |

## ステージ
以下の6ステージが存在する。カッコ内は海外版での名称

### ザ・警察官 ～真昼の大捜査線～（Cops in the City）
- 通称：電気街ステージ
- 場所：秋葉原電気街
- 日時：2004年2月2日14時31分
- ヒーロー：警察官
- 出現特殊武器：なし（主要武装がリボルバー）
- ボス：文 徳華（29）

秋葉原の電気街が事件現場となっているステージ。実際の町並みを忠実に再現しているが、ゲーム後半でボスが追い詰められる駐車場は解体され、現存しない。ステージそのものは、これまでの『ザ・警察官』シリーズの続編にあたるが、操作できるキャラクターは制服警官のみとなっている。テーマ曲も『ザ・警察官 新宿24時』のアレンジ版。
カラシニコフ自動小銃やドラグノフ狙撃銃など、敵の火力は前作、前々作に比べ大幅に上がっている。このゲームでは一番難易度が低いステージ。今回は「マル被（=被疑者）」、「マル運（=運転手）」、「PC（=パトカー）」、「PM（=警察官）」等、警察用語が大量に使われる。オープニングやタイトルは映画調。
ボスの文 徳華は秋葉原署轄内で起きた強盗容疑事件の主犯格である。手下とともに逃走を企てるが、パトカーとカーチェイスの末、逃走中の車は事故を起こして大破。手下が時間を稼ぐ間、通行人のバイクを奪ってなおも逃走するが、最終的に立体駐車場に追い込まれ、バイクに乗ったまま拳銃及び日本刀でヒーローに襲い掛かる。七三分けをこよなく愛する。
『文 徳華』という名前は、このゲームの翻訳者兼声優から採っている（他のステージの犯人名も実在の人物のものを使用している）。

### あの不審船を追え 海上保安法の行方（Coast Intruders）
- 通称：港湾ステージ
- 場所：品川埠頭
- 日時：2004年4月11日22時53分
- ヒーロー：海洋保安官
- 出現特殊武器：サブマシンガン
- ボス：河西 顕仁（35）

品川埠頭が現場となっているステージ。オープニングムービーでは不審船（タイトル画面にて「龍頭號」いう船名が確認できる）と海洋保安庁の船との追跡劇が見られる。追跡中には広東語で停止命令を出している。セクション1は不審船の船上で香港マフィア「龍頭」のメンバーと交戦。セクション2、3は埠頭に現場を移す。コンテナ船を降りると警察のパトカーが応援に駆けつけ、暴力団「極道会」組員も攻撃に加わってくる。船内ではTシャツやタンクトップなどの服装が多いが、埠頭ではスーツを着た敵が多く出現する。現場が2箇所、尚且つ2つの組織が相手になるためか、敵の種類はこのステージが最も多く7種類登場する（次いで電気街、地下鉄ステージの5種類）。特別報道番組がモチーフ。このステージではサブマシンガンが特殊アイテムとして出現する。
ボスの河西 顕仁は香港マフィア「龍頭」と手を組み、麻薬密輸を企てる。サブマシンガンを片手に、無免許ながら大型のフォークリフトを完璧に乗りこなす。その性格ゆえ、『ソウルフルな帝王』と呼ばれているらしい。左目と口元に傷痕がある。白ダブルスーツに紫シャツ、龍の模様が入った紫ネクタイという服装をしている。逮捕の瞬間には金の腕時計、金のブレスレットをしていることが確認できる。スーツの襟元に金バッジが付いていることから暴力団の幹部の可能性がある。

### ライバル刑事（Rival Heat）
- 通称：地下鉄ステージ
- 現場：東京地下鉄四ッ谷線都庁前駅構内
- 日時：2004年7月11日15時20分
- ヒーロー：ライバル刑事（デカ）
- 出現特殊武器：ショットガン
- ボス：吉岡 賢（42）

東京地下鉄四ッ谷線都庁前駅構内が現場となっているステージ。セクション1は改札、セクション2はプラットホームと地下鉄車両、セクション3はトンネル内となっている。第3セクションには民間人は居ない。
今回の無線で使われる「マルG」とは、警察用語で暴力団や暴力団関係者を指す（「極道=Gokudo」のローマ字表記の頭文字）。
ボスの吉岡 賢は指定暴力団『極道会』の幹部である。ピンポンダッシュ以外の悪事という悪事を働いてのし上がってきた。スキンヘッドでグレーのダブルスーツに黒いシャツ、黄色のネクタイを着用。ナイトビジョンゴーグルを着用しているが、この為に眼鏡が掛けられず困っている。地下鉄駅構内を拠点に銃器密売を画策するもあっさり発覚してしまう。ボス戦ではなぜか3人に増える。
『ザ・警察官』の頃から「極道会」は銃器密輸・密売がシノギの大きな割合を占めているようである。一斉検挙作戦によって過去2回壊滅させられたが不死鳥の如く甦っている。

### 突入!大空港24時（Airport 2004）
- 通称：空港ステージ
- 場所：東京新空港
- 日時：2004年10月15日17時59分
- ヒーロー：機動隊員
- 出現特殊武器：スナイパーライフル
- ボス：仲村 哲也（37）

過激派組織「爆弾革命連合」に占拠された東京新空港が現場となっているステージ。成田国際空港（旧称：新東京国際空港）がモデルとなっている。セクション1は空港ロビーからチェックインカウンターを経由して出発口まで、セクション2は出入国検査場からサテライト通路、セクション3はサテライトからジャンボ機までとなっている。登場する過激派テロ組織「爆弾革命連合」の構成員は、ヘルメットにマスク、スローガンが書かれたゼッケンや腕章など、やや古めかしい姿をしている。ヘルメットには「爆革」と書かれており、赤色と白色がある。赤ヘルメットのゼッケンには「完全粉砕」「蜂起」、白ヘルメットの方には「爆革連」「断固粉砕」と書かれてあるが、何を粉砕するのかは不明。撃たれると「革命バンザーイ！」と叫ぶことがある。
ボスの仲村 哲也は「爆弾革命連合」と名乗る過激派の一員。度重なる爆弾テロで指名手配されており、国外逃亡を企て空港を占拠する。しかし飛行機に乗ったことはないらしい。オレンジのハンチング帽、黒のタクティカルベスト、白いシャツ、黒い革ズボンを着用。顔の右側に火傷の痕らしきものがある。火炎瓶や手榴弾、ダイナマイトでヒーローを攻撃する。オープニングではAKS-74を手にしていたが、ボス戦では使用しない。

### リーサル・エンフォーサーズ3（Justice and Judgment）
- 通称：原発ステージ
- 場所：関東電力　原子力発電所
- 日時：2004年12月2日10時46分
- ヒーロー：陸上防衛官
- 出現特殊武器：アサルトライフル
- ボス：キファーフ=ナズィール（41）

某国際テロ組織によって原子力発電所が占拠され、爆破予告が行われるという設定で陸上防衛官が突入するというストーリー。オープニングはアニメ調のムービーが流れる。セクション1はロビーから中央制御室まで。セクション2は原子炉、セクション3は屋外での行動となる。屋外では雨が降っており、時折雷が落ちる事もある。原発周辺は機動隊が包囲している。
リーサルエンフォーサーズと付けられているが、実写を取り入れた初代のそれと全く異なるパターンである。海外版『セイギノヒーロー』ではこれがゲームタイトルになっている。
本ステージに登場する水色のつなぎを着た敵は「ライバル刑事」のオープニングムービーで極道会組員としても出演している。一見目出し帽（パラグラバ）に見えるが黒いニット帽、ゴーグル、口元にペイズリー柄のバンダナという構成になっている。
ボスのキファーフ=ナズィールは某国際テロ組織の幹部である。これまでに数度のテロ活動を行っており、国際指名手配されている。パスポートを紛失してしまい、帰ろうにも帰れないらしい。モデルはテロ組織アルカイダのリーダーオサマ・ビンラディン。白いターバンに褐色のシャルワール・カミースを着用。部下の一人とヘリコプターに搭乗し、搭載してある空対地誘導弾や機銃、機内からは自動小銃で攻撃してくる。操縦は部下、攻撃は彼の担当である。オープニングではRPG-7を構えていたが、ボス戦では使用しない。

### セイギノヒーロー（Lethal Enforcers 3）
- 通称：国会ステージ
- 場所：国会議事堂
- 日時：2005年1月13日12時30分
- ヒーロー：特殊強襲部隊員
- 出現特殊武器：4種類全てが出現
- ボス：鴇田 芳樹（43）

初期5ステージをクリアすることによって出現する最終シナリオ（それまでは銃口を向けると南京錠と鎖が表示）。ステージ開始時には雪が降っている。陸上防衛隊第8普通科連隊が国会議事堂を占拠、
衛視2名を殺害した上で首相と国会議員、そして関係者を人質に取り12か条の要求を突きつけたという設定の下突入する。モチーフは各官庁や報道機関への資料という設定らしい。このステージで出てくる武器は状況に合わせて出てくる様になっている。例えば､敵が密集していればショットガン､遠距離に居ればスナイパーライフルといった具合である。
ステージ冒頭の「相手は我々以上のプロであることを忘れるな」の無線交信どおり、敵も非常に強くなっている。また、国会議員や関係者が多数逃げ回っており、誤射してしまう危険性も高い。ステージ開始時に表示される日付は2004年になっている。
ボスの鴇田 芳樹は、密かに国家転覆を狙う野心家の陸上防衛隊幹部である。戦車で突っ込んできたりするなど行動がかなり無茶苦茶な人物である。トレードマークのサングラスは部下には不評。攻撃は、戦車による主砲攻撃の他、ハッチから鴇田自身が身を乗り出して手榴弾を投げたりサブマシンガンを乱射してくる。また、彼の戦車は特殊な改造が施されているのか、通常の戦車なら発煙筒が装備されている場所からロケット弾を発射する。戦車を撃破した後には日本刀でプレイヤーを攻撃する。
エンディングのスタッフロールでは総理大臣が国会前に集結した警官隊に対して敬礼。その後ろでプレイヤーキャラクターの2人（1P、2P）が敬礼をしている。

## その他
- 敵の中にはアタッシュケースを持っている敵が登場する。倒すと蓋が開き5秒加算される。
- 敵の配置や服装は固定だが、サングラスの着用はランダムとなっている。
- ライバル刑事において、刑事の名前が「マサ」と「ヨシ」、指名手配犯の名前が「ヨシオカ　マサル」というリンクが見られる。
- 陸上防衛官は拳銃をメインウエポンとしているが、陸上自衛隊の普通科隊員は通常、小銃を使用し、拳銃を装備していない。もっとも、最近では普通科でも、サイドアームとして拳銃が配備される場合がある。また、近接戦闘（CQB）などの訓練ではメインウエポンとして拳銃を持たせるケースもある。

### リアルモード
- 『ザ・警察官』シリーズにも存在した隠し要素は、本作にも実装されている。
- ゲームにお金を投入して、「せいぎ～、せいぎ～、せいぎ～のヒーロー」というタイトルコールが流れている間にトリガーを18回引き、18回目はトリガーを引ききったままにしておいてゲームを始めると出現する。「マジっスか！？」と声が出れば成功。
- 敵の銃弾が非常に速くなり、命中精度も格段に上昇するなど、ザ・警察官シリーズと同じ、容赦の無い苛烈な難度になっている。